# Fińska odmiana języka szwedzkiego

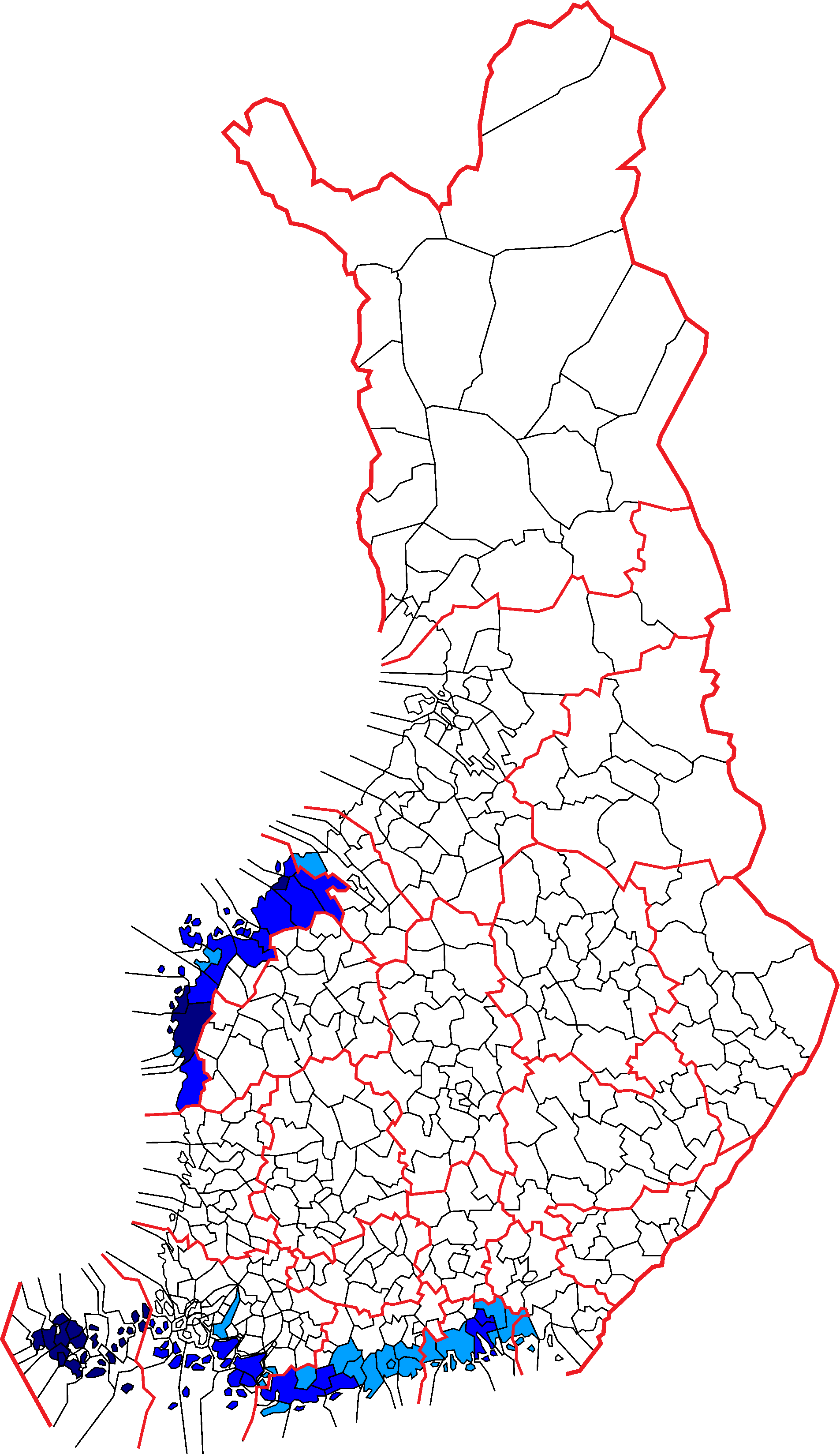
Gminy w Finlandii, w których język szwedzki jest uznany za oficjalny:
Biały: gminy jednojęzyczne – język fiński
Jasnoniebieski: gminy z większością fińskojęzyczną
Niebieski: gminy z większością szwedzkojęzyczną
Ciemnoniebieski: gminy jednojęzyczne (92-94%) – język szwedzki

Flaga Finów szwedzkojęzycznych

Fińska odmiana języka szwedzkiego (szw. finlandssvenska) – określenie grupy dialektów języka szwedzkiego używanych jako język ojczysty przez około 300 tysięcy Finów w niektórych regionach zachodniej i południowej Finlandii, w sumie około 5% ludności. Ogólnie rzecz biorąc, warianty te (pomijając dialekt z regionu Ostrobotni) są zrozumiałe dla Szwedów. Normą literacką w Finlandii jest standardowy język szwedzki.

## Historia
Język szwedzki pełnił rolę jedynego oficjalnego języka na terenie Finlandii od XVI do XIX wieku. W 1863 roku język fiński uzyskał równy status i od tego momentu zaczął dominować w życiu publicznym. Szwedzkojęzyczne pozostały głównie peryferyjne tereny nadmorskie. W związku z urbanizacją duża część szwedzkojęzycznych Finów zamieszkuje również Helsinki i inne większe miasta.

## Charakterystyka
- Częste zapożyczenia i kalki z języka fińskiego.
- Drobne, ale wyraźne różnice w wymowie niektórych fonemów.
- Nie występuje akcent toniczny typowy dla języka szwedzkiego i norweskiego, tak więc zarówno słowo anden /ˈandɛn/ („kaczka”) jak i anden /ˈandˌɛn/ („duch”) wymawiane są w Finlandii identycznie jako [ˈandɛn].

## Oficjalny status
Standardowy język szwedzki jest obok fińskiego oficjalnym językiem na terenie Finlandii.